# Heinze-Frauen
Die Heinze-Frauen waren 29 weibliche Beschäftigte des Gelsenkirchener Foto-Unternehmens Heinze. Sie erstritten 1981 die gleiche Bezahlung wie ihre männlichen Kollegen vor dem Bundesarbeitsgericht in Kassel in dritter Instanz. Der Fall erregte bundesweites Aufsehen, löste eine Flut von Folgeprozessen aus und gilt damit als wegweisend für die Gleichberechtigung von Frau und Mann im Berufsleben.

## Geschichte
Arbeiterinnen erhielten 1979 in der Bundesrepublik Deutschland einen Lohn, der durchschnittlich 27,4 % niedriger war als der ihrer männlichen Kollegen. In der Abteilung Filmentwicklung des Gelsenkirchener Unternehmens Heinze waren 1979 16 Männer und 53 Frauen beschäftigt. Die Männer waren 1978 eingestellt worden, als das Unternehmen Nachtarbeit einführte. Frauen war diese Art von Arbeitszeit zu dieser Zeit grundsätzlich untersagt.
Alle waren in der Lohngruppe I eingestuft. Die Frauen leisteten die gleiche Arbeit wie ihre männlichen Kollegen. Sie erhielten jedoch geringere Zuschläge zu ihrem Stundenlohn. Ihr Zuschlag lag zwischen zwölf Pfennig und 1,40 DM; viele der Frauen erhielten gar keine Zulage. Durchschnittlich erhielten die Frauen eine Zulage in Höhe von 19 Pfennig. Die in der Abteilung beschäftigten Männer erhielten (zusätzlich zu ihren Zulagen für Nachtarbeit) Zulagen in Höhe von mindestens 1,50 DM. Der Arbeitgeber begründete die Zulagen für die Männer damit, dass für einen tariflichen Stundenlohn von sechs Mark (heutige Kaufkraft: 8 €) keine Männer auf dem Arbeitsmarkt zu bekommen seien, die aber wegen der Nachtarbeit unbedingt benötigt wurden.
29 Frauen, die in der IG Druck und Papier organisiert waren, wurden vom Betriebsratsvorsitzenden Bodo Murach unterstützt und erhielten von ihrer Gewerkschaft Rechtsschutz. Sie klagten vor dem Arbeitsgericht Gelsenkirchen und forderten rückwirkend die gleichen Zuschläge wie ihre männlichen Kollegen. Dabei führten sie  Art. 3 des Grundgesetzes an. Der Arbeitgeber berief sich auf die grundgesetzlich garantierte Vertragsfreiheit; die Zulagen seien bereits bei der Einstellung vereinbart worden. Am 10. Mai 1979 obsiegten die Klägerinnen in erster Instanz beim Arbeitsgericht Gelsenkirchen. Das Unternehmen organisierte die Arbeit um. Männer bedienten nun die Maschinen, während die Frauen nur noch sortierten und aufsteckten.
Gegen das erstinstanzliche Urteil legte die Arbeitgeberseite Berufung ein. In zweiter Instanz vor dem Landesarbeitsgericht Hamm unterlagen die Frauen am 19. September 1979.
Die Heinze-Frauen klagten danach vor dem Bundesarbeitsgericht. Es entschied am 9. September 1981 in der Sache „Beate Berger u. a. gegen Heinze-Fotolabor Betriebe“, dass der arbeitsrechtliche Grundsatz der Gleichbehandlung, der inhaltlich vom Gleichberechtigungsgrundsatz des Art. 3 Abs. 2 GG und vom Benachteiligungsverbot des Art. 3 Abs. 3 GG geprägt sei, auch bei übertariflichen Zulagen jede Differenzierung nach Geschlecht verbiete.
Die Firma Heinze ging 1983 mit 50 Millionen DM Schulden in Konkurs. Die Heinze-Frauen, denen nach dem Urteil Nachzahlungen von etwa 100.000 DM zustanden, konnten daher ihre Forderungen nur teilweise realisieren.
Im September 2021 veröffentlichte die Westdeutsche Allgemeine Zeitung (Lokalteil Gelsenkirchen) einen Rückblick Vierzig Jahre danach.

## Solidaritätsaktionen
Die Klage der Heinze-Frauen wurde in der Öffentlichkeit stark diskutiert. Der Kampf der Frauen um Gleichstellung wurde von Solidaritätsaktionen begleitet, die von der hauptamtlichen Gewerkschafterin Gisela Kessler organisiert wurden.
45.000 Unterstützer unterzeichneten eine Unterschriftenliste. Politiker wie Willy Brandt, Herbert Wehner, Erhard Eppler und Annemarie Renger bekundeten ihre Solidarität. In der Volkshochschule Gelsenkirchen fanden Seminare zum Kampf der Frauen statt.
Aus Anlass der Verhandlung vor dem Bundesarbeitsgericht fand am 6. September 1981 eine gewerkschaftlich organisierte Solidaritätsveranstaltung vor der Kasseler Eissporthalle mit 6000 Teilnehmern statt.
Nach dem Urteil des Bundesarbeitsgerichts sagte Gisela Kessler, stellvertretende Vorsitzende der IG Medien: „Jetzt sind die Kolleginnen in den Betrieben gefordert. Die Betriebsräte müssen die Übertarife prüfen unter dem Gesichtspunkt der Gleichbehandlung. Wenn Diskriminierung auftaucht, muß erstmal im Betrieb gekämpft werden, notfalls aber auch mit weiteren Prozessen.“

## Heinze-Frauen in der Kunst
Bei den Ruhrfestspielen in Recklinghausen wurde 1982 ein Lustspiel in sechs Szenen Frauen sind keine Heinzelmänner des Mobilen Rhein-Main-Theaters aufgeführt, das den Kampf der Heinze-Frauen thematisierte.
Der Kunstverein Gelsenkirchen zeigte 2005 eine Video/Audio-Installation von Dani Gal, Städelschule in Frankfurt am Main, unter dem Titel Keiner schiebt uns weg, die aus zwei Teilen bestand. In einem Videofilm wurden Interviews mit den Heinze-Frauen gezeigt. Der zweite Teil bestand aus einem Stummfilm, der die Demonstrationen 1981 in Kassel zeigte.
Die Ereignisse bildeten die Grundlage des 2018 gedrehten Fernsehfilms Keiner schiebt uns weg von Regisseur Wolfgang Murnberger mit Alwara Höfels, Imogen Kogge, Katharina Marie Schubert und Christoph Bach in den Hauptrollen.

## Ehrungen
Am 8. März 2023, dem Internationalen Frauentag, wurde eine Fläche vor dem Justizzentrum in Gelsenkirchen-Ückendorf feierlich als „Platz der Heinze-Frauen“ benannt.